# 米価審議会
米価審議会（べいかしんぎかい）は、農林水産省の諮問機関としてかつて存在した審議会の一つ。1949年設置、2001年廃止。農林水産大臣の諮問に応じて米価などの主要食糧の価格（農家から政府が買い入れる「政府買入価格（生産者価格）」（→生産者米価/生産者麦価）・政府が卸売に売り渡す「政府売渡価格（消費者価格）」（→消費者米価/消費者麦価））に関する基本方針を審議した。

## 概要
1921年の米穀法によって設置された米穀委員会を源流とし、1933年の米穀統制法、1942年の食糧管理法の元でも継続された。1949年8月2日に米価審議会の設置が閣議決定され、9月5日第1回審議会が開催された（会長東畑精一）が、当初は非公式のものであった。
1949年11月15日、閣議は生産者米価石当り4250円と決定した（米価審議会は9月21日に4700円を答申）。12月27日、閣議は1950年1月1日からの消費者米価10キロ当り445円と決定した。
1950年12月13日、政府は生産者米価石当り5529円と告示した（12月1日米価審議会は生産者米価石当り5800円と答申）。12月27日、政府は1951年1月1日から消費者米価10キロ515円に値上げと発表した。
1951年には、法制化に伴って経済安定本部に所属していた物価庁所管の審議会となる。1951年9月26日、都市と農村との所得均衡を図るため、米価算定に所得パリティ方式の採用を政府に答申した。11月13日、米価審議会令が公布された（政令）（設置済みのものが法制化されたもの）。
1951年12月26日、政府は、生産者米価石当たり7030円と決定した（12月5日、米価審議会は7500円を答申した）。閣議は消費者米価10キロ当たり620円と決定した。
1952年に食糧庁所管に移された。当初は生産者代表・消費者代表・中間代表（学識経験者及び国会議員）によって構成されたが、1968年には中間代表から国会議員は除外され、翌年には生産者5・消費者5・中間（学識経験者）15の定員25名による構成となった。
だが、米の消費量減少と減反政策、更には諸外国からの米の輸入自由化要求などが絡むようになった1970年代以後になると、農業協同組合などの生産者団体や与党である自由民主党特に「農林族」と呼ばれる族議員の介入が行われ、毎年生産者価格決定の時期になると審議が大混乱に陥り、かつ審議会の答申は無視されて政治判断によって価格が決定されるのが恒例となるようになった（「政治米価」）。
1994年の食糧法制定以後、米の流通自由化が進んで米価審議会の役割の形骸化が進み、1999年の審議会制度の大幅見直しに伴って廃止された。